# Dienstort
Dienstort bezeichnet in Deutschland für öffentlich-rechtlich (Beamte, Soldaten, Richter) und privatrechtlich (Arbeitnehmer) Beschäftigte im öffentlichen Dienst die politische Gemeinde, in der sich die Dienststätte befindet. Jeder Beschäftigte hat nur einen Dienstort, auch dann, wenn er fortwährend bei mehreren Stellen beruflich tätig ist. Befinden sich Teile seiner Dienststelle in einer anderen politischen Gemeinde, ist als Dienstort der Ort anzunehmen, wo der Beschäftigte zeitlich überwiegend tätig ist. Bei Telearbeit oder mobilem Arbeiten gilt die Dienststätte als Dienstort.
Wird außerhalb der Dienststätte ein Dienstgeschäft ausgeübt, liegt eine Dienstreise vor.

## Bedeutung
Bedeutung hat der Dienstort beispielsweise im Trennungsgeld- und Umzugskostenrecht. Der Wechsel des Dienstortes ist für die Gewährung von Umzugskostenvergütung und Trennungsgeld grundsätzlich Voraussetzung (§ 3  Abs. 1 Nr. 1 BUKG, § 1  Abs. 3 Nr. 1 TGV).